# Algansea aphanea
Algansea aphanea är en fiskart som beskrevs av Barbour och Miller, 1978. Algansea aphanea ingår i släktet Algansea och familjen karpfiskar. Inga underarter finns listade i Catalogue of Life.